# Дубовая Роща (Московская область)
Дубовая Роща — посёлок в Раменском муниципальном районе Московской области. Административный центр сельского поселения Сафоновское. Население — 4120 чел. (2021).

## География
Посёлок Дубовая Роща расположен в восточной части Раменского района, примерно в 4 км к юго-востоку от города Раменское. Высота над уровнем моря 124 м. Рядом с посёлком протекает река Гжелка. В посёлке 9 кварталов и 3 улицы — Новая, Октябрьская, Спортивная; приписано ГСК Дубовая Роща. Ближайший населённый пункт — деревня Литвиново.
Посёлок состоит из пятиэтажных панельных домов.

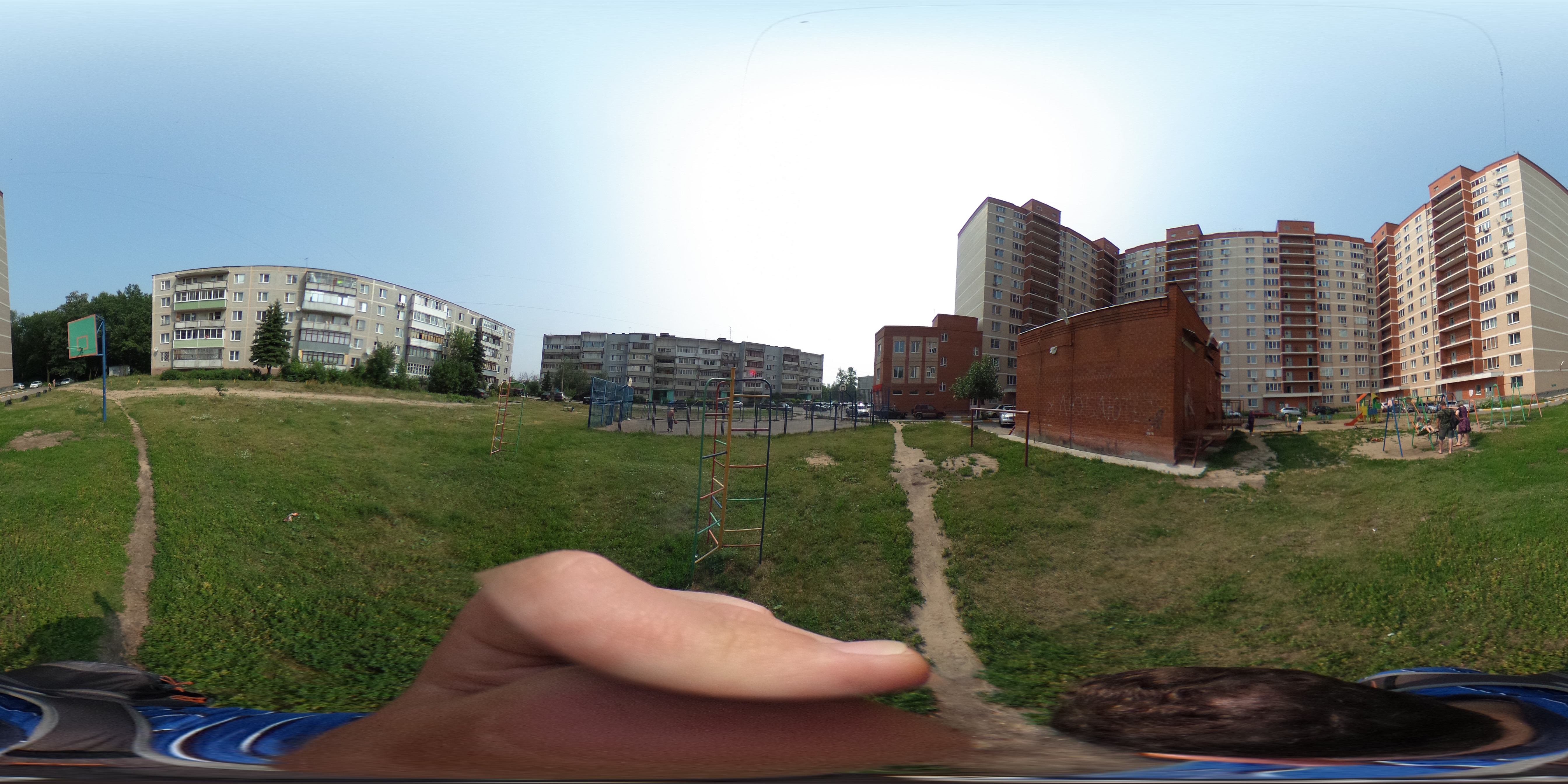

## История
Посёлок был основан во второй половине XX века.
До муниципальной реформы 2006 года посёлок входил в состав Сафоновского сельского округа Раменского района.
В центре посёлка был пруд, по некоторым источникам - котлован непостроенного дома культуры. В 2020 пруд засыпали и на его месте устроили детскую площадку.

## Образование
В посёлке действует одна средняя общеобразовательная школа и одно отделение дошкольного образования :
- Средняя общеобразовательная школа №22 [8]

- Детский сад №79[9]

## Население
| 2002 | 2010  | 2021  |
| ---- | ----- | ----- |
| 4109 | ↗4365 | ↘4120 |

По переписи 2002 года в посёлке проживало 4 109 человек (1 908 мужчин, 2 201 женщина).